# Hanstrassia
Hanstrassia is een geslacht van korstmossen behorend tot de familie Teloschistaceae. De typesoort is Hanstrassia lenae.

## Geslachten
Volgens Index Fungorum telt het geslacht twee soorten (peildatum december 2023):
| Soortnaam                 | Auteur(s)                            | Publicatiejaar |
| ------------------------- | ------------------------------------ | -------------- |
| Hanstrassia jaeseounhurii | S.Y. Kondr., C.H. Park & Lőkös       | 2017           |
| Hanstrassia lenae         | (Søchting & G. Figueras) S.Y. Kondr. | 2017           |